# Oregon Route 230
Az Oregon Route 230 (OR-230) egy oregoni állami országút, amely kelet–nyugati irányban a 62-es út Union Creek-i elágazásától a 138-as út Diamond Lake-i csomópontjáig halad.
A szakasz West Diamond Lake Highway No. 233 néven is ismert.

## Leírás
A szakasz Union Creektől északkeletre, a 62-es útból ágazik ki. A pálya egy rövidebb szakaszon a Felső-Rogue-folyó mentén futó ösvényektől nem messze fut, majd keresztezi a tavat, ezután északkelet felé fordul, és elhalad a National Creek-vízesés mellett. Az útvonal néhány kanyar után keleti irányban folytatódik, majd egy rövid északkeletre néző szakasz után a 138-as út Diamond Lake-től délre eső csomópontjában végződik.